# Sinoe County
Sinoe County är ett av 15 counties i Liberia. Det ligger i den sydöstra delen av landet, 250 km öster om huvudstaden Monrovia. 
Enligt den folkräkning som genomfördes 2002 hade Sinoe County 151 149 invånare. Arean är 10 137 kvadratkilometer.
Sinoe County delas in i 20 distrikt:
- Bar-Nakay District
- Bodae District
- Bokon District
- Butaw District
- Greenville District
- Jaedae District
- Jeadepo District
- Jlah District
- Juarzon District
- Kpayan District
- Krah District
- Kulu District
- Plahn District
- Pynes Town District
- Sanquin District 1
- Sanquin District 2
- Sanquin District 3
- Sarboh District
- Seekon District
- Wedjah District

I Sinoe County finns Sapo nationalpark.